# Сумас (Вашингтон)
Сумас (англ. Sumas) — місто (англ. city) в США, в окрузі Вотком штату Вашингтон. Населення — 1583 особи (2020).

## Географія
Сумас розташований за координатами 48°59′45″ пн. ш. 122°16′7″ зх. д. / 48.99583° пн. ш. 122.26861° зх. д. (48.995779, -122.268667).  За даними Бюро перепису населення США в 2010 році місто мало площу 3,83 км², з яких 3,83 км² — суходіл та 0,01 км² — водойми.

## Демографія
Згідно з переписом 2010 року, у місті мешкало 1307 осіб у 482 домогосподарствах у складі 329 родин. Густота населення становила 341 особа/км².  Було 531 помешкання (139/км²).
Расовий склад населення:
| - 83,7 % — білих - 2,4 % — корінних американців - 1,5 % — чорних або афроамериканців - 1,5 % — азіатів - 6,6 % — осіб інших рас |

До двох чи більше рас належало 4,2 %. Частка іспаномовних становила 15,8 % від усіх жителів.
За віковим діапазоном населення розподілялося таким чином: 28,8 % — особи молодші 18 років, 60,6 % — особи у віці 18—64 років, 10,6 % — особи у віці 65 років та старші. Медіана віку мешканця становила 30,6 року. На 100 осіб жіночої статі у місті припадало 96,8 чоловіків;  на 100 жінок у віці від 18 років та старших — 100,0 чоловіків також старших 18 років.
Середній дохід на одне домашнє господарство  становив 59 881 долар США (медіана — 55 161), а середній дохід на одну сім'ю — 64 500 доларів (медіана — 58 417). За межею бідності перебувало 8,0 % осіб, у тому числі 8,9 % дітей у віці до 18 років та 8,7 % осіб у віці 65 років та старших.
Цивільне працевлаштоване населення становило 735 осіб. Основні галузі зайнятості: сільське господарство, лісництво, риболовля — 26,5 %, освіта, охорона здоров'я та соціальна допомога — 17,1 %, роздрібна торгівля — 10,7 %, виробництво — 8,3 %.